# Карачајево-Черкезија
Карачајево-Черкезија, или званично Карачајево-Черкеска Република (рус. Карачаево-Черкесская Республика) је конститутивни субјект Руске Федерације са статусом аутономне републике на простору северног Кавказа.
Главни град републике је град Черкеск.

## Етимологија
Република је добила име према два титуларна народа који је насељавају: Карачајцима (народ туркијског порекла) и Черкезима (народ северозападног кавкаског порекла).

## Историја
Карачајево-Черкеска аутономна област формирана је 1922. године, да би 1926. године била подељена на Карачајску аутономну област и Черкески национални дистрикт, чији је статус 1928. године промењен у статус аутономне области. 1943. године је Карачајска аутономна област укинута, а Карачајци су депортовани у Казахстан и Узбекистан због оптужбе да су сарађивали са нацистима. Територија Карачајске области је тада подељена између Ставропољског краја и Грузије. Черкеска аутономна област постојала је као самостални ентитет све до 1957. године, када ја укључена у обновљену Карачајево-Черкеску аутономну област, у коју се вратила прогнана Карачајевска популација. Године 1991, статус региона је уздигнут у ранг аутономне совјетске социјалистичке републике.

## Становништво
| 1989.   | 2002.   | 2010.   |
| ------- | ------- | ------- |
| 417,560 | 439,470 | 477,859 |

### Етнички састав

#### Попис из 1926. године
- Карачајци = 52.875 (52,0%)
- Черкези = 16.186 (15,9%)
- Абазини = 13.731 (13,5%)
- Ногајци = 6.263 (6,2%)
- Руси = 2.593 (2,6%)

#### Попис из 1989. године
- Руси = 175.931 (42,4%)
- Карачајци = 129.449 (31,2%)
- Черкези = 40.241 (9,7%)
- Абазини = 27.475 (6,6%)
- Ногајци = 12.993 (3,1%)

#### Попис из 2002. године
- Карачајци = 169.198 (38,5%)
- Руси = 147.878 (33,6%)
- Черкези = 49.591 (11,3%)
- Абазини = 32.346 (7,4%)
- Ногајци = 14.873 (3,4%)

### Религија
Главна религија у републици је сунитски ислам.

### Градови
Највећи градови републике су (са приказом броја становника 2009. године): 
- Черкеск (117.000)
- Уст-Џегута (31.000)
- Зеленчукскаја (20.000)
- Карачајевск (19.000)
- Учкекен (14.000)

## Политика
Поред Карачајаца и Черкеза, република је такође матична територија абазинског народа (северозападнокавкаски народ сродан Абхазима). Да би се изашло у сусрет политичким тежњама овог народа, формиран је 2009. године нови Абазински дистрикт у оквиру републике, који обухвата насеља са абазинском већином.